# Sminthopsis bindi
Sminthopsis bindi là một loài động vật có vú trong họ Dasyuridae, bộ Dasyuromorphia. Loài này được Van Dyck, Woinarski & Press miêu tả năm 1994.